# بنای سنگی کوره سر
بنای سنگی کوره سر مربوط به دوران‌های تاریخی پس از اسلام است و در شهرستان تنکابن، دهستان گلیجان، روستای لاکتراشان واقع شده و این اثر در تاریخ ۱۸ اردیبهشت ۱۳۸۰ با شمارهٔ ثبت ۳۷۸۲ به‌عنوان یکی از آثار ملی ایران به ثبت رسیده است.